# Гринвуд (Мисисипи)
Гринвуд (енгл. Greenwood) град је у америчкој савезној држави Мисисипи.

## Демографија
По попису из 2010. године број становника је 15.205, што је 3.22 (-17,5%) становника мање него 2000. године.
| Група             | 2000.          | 2010.          |
| Белци             | 6.008 (32,6%)  | 4.623 (30,4%)  |
| Афроамериканци    | 12.042 (65,4%) | 10.221 (67,2%) |
| Азијати           | 168 (0,9%)     | 135 (0,9%)     |
| Хиспаноамериканци | 189 (1,0%)     | 163 (1,1%)     |
| Укупно            | 18.425         | 15.205         |